# 余仁仲
余仁仲（?—?），建安（今福建建甌縣）人。南宋出版家。
進士出身，生平不詳。有藏書萬餘卷，有室名曰“萬卷樓”，世代經營書坊，精於刻書，刻有《春秋公羊经传解诂》、《尚书精义》、《礼记》等。